# Rodas (Cuba)
Rodas é um município de Cuba pertencente à província de Cienfuegos.